# Bitwa pod Białymstokiem
Bitwa pod Białymstokiem znana też jako bitwa pod Olmontami – bitwa stoczona 16 lipca 1769 roku, pomiędzy oddziałami konfederatów barskich a wojskami rosyjskimi. Zakończona klęską konfederatów, zamykającą okres prowadzonych przez nich działań zaczepnych.

## Bitwa
Liczące około 4000 wojska – ochotników i dezerterów z armii regularnej z 18 działami siły konfederatów pod dowództwem Józefa Bierzyńskiego starły się 16 lipca 1769 roku z liczącymi około 800 żołnierzy z 3–4 działami siłami rosyjskimi pod dowództwem Golicyna. W wyniku całodziennej bitwy, w której polska artyleria brała czynny udział aż do wyczerpania amunicji, Rosjanom udało się zepchnąć siły konfederatów i skutecznie odpierać kontrataki. 
W bitwie tej zawiniło nie tylko słabe wyszkolenie i wyposażenie wojsk polskich, ale także przestarzała taktyka – polska kawaleria w bitwie tej stosowała karakol zamiast szarżować. W wyniku przegranej bitwy oprócz zabitych i rannych około 1000 konfederatów zdezerterowało i uciekło z pola walki oraz dostało się do niewoli.

## Obchody rocznicowe
15 lipca 2012 r. w Olmontach odbyły się obchody 243. rocznicy bitwy, połączone z piknikiem rekonstrukcyjnym.